# اروس انرژی
اروس انرژی (انگلیسی: Eurus Energy) شرکت برق ژاپنی است، که در سال ۲۰۰۱ تأسیس شد.